# ストローザー・マーティン
ストローザー・マーティン（Strother Douglas Martin, Jr.、1919年3月26日 - 1980年8月1日）は、アメリカ合衆国の俳優。インディアナ州コーコモー出身。主に西部劇を中心に悪役で多く出演した。
1980年8月1日、心筋梗塞のため死去、61歳。

## 主な出演作品

### 映画
- 悪党は泣かない The Damned Don't Cry! (1950) クレジットなし
- アスファルト・ジャングル The Asphalt Jungle (1950) クレジットなし
- 勇者の赤いバッヂ The Red Badge of Courage (1951) 声のみ、クレジットなし
- アンドロクレスと獅子 Androcles and the Lion (1952) クレジットなし
- マグネティック・モンスター The Magnetic Monster (1953)
- 南海ピンク作戦 South Sea Woman (1953) クレジットなし
- スタア誕生 A Star Is Born (1954) クレジットなし
- 太鼓の響き Drum Beat (1954)
- 銀の盃 The Silver Chalice (1954) クレジットなし
- 戦略空軍命令 Strategic Air Command (1955) クレジットなし
- キッスで殺せ! Kiss Me Deadly (1955)
- 悪徳 The Big Knife (1955) クレジットなし
- 攻撃目標零 Target Zero (1955) クレジットなし
- ジョニー・コンチョ Johnny Concho (1956) クレジットなし
- 攻撃 Attack (1956)
- 地獄の拳銃 The Black Whip (1956)
- 片目のシェリフ Black Patch (1957)
- カウボーイ Cowboy (1958) クレジットなし
- ボクはむく犬 The Shaggy Dog (1959)
- 騎兵隊 The Horse Soldiers (1959)
- サンクチュアリ Sanctuary (1961)
- 荒野のガンマン The Deadly Companions (1961)
- リバティ・バランスを射った男 The Man Who Shot Liberty Valance (1962)
- 地獄の対決 Showdown (1963)
- マクリントック McLintock! (1963)
- ガンファイトへの招待 Invitation to a Gunfighter (1964)
- シェナンドー河 Shenandoah (1965)
- エルダー兄弟 The Sons of Katie Elder (1965)
- 動く標的 Harper (1966)
- ネバダ・スミス Nevada Smith (1966) クレジットなし
- 復讐のガンファイター An Eye for an Eye (1966)
- 恋とペテンと青空と The Flim-Flam Man (1967)
- 暴力脱獄 Cool Hand Luke (1967)
- 勇気ある追跡 True Grit (1969)
- ワイルドバンチ The Wild Bunch (1969)
- 明日に向って撃て! Butch Cassidy and the Sundance Kid (1969)
- 砂漠の流れ者/ケーブル・ホーグのバラード The Ballad of Cable Hogue (1970)
- 朝やけの空 Red Sky at Morning (1971)
- 愚者の行進 Fool's Parade (1971)
- 女ガンマン 皆殺しのメロディ Hannie Caulder (1971)
- ポケットマネー Pocket Money (1972)
- 怪奇!吸血人間スネーク Sssssss (1973)
- ストリートファイター Hard Times (1975)
- オレゴン魂 Rooster Cogburn (1975)
- グレート・サム/サギ師と令嬢 The Great Scout & Cathouse Thursday (1976)
- スラップ・ショット Slap Shot (1977)
- ジ・エンド The End (1978)
- チーチ&チョン スモーキング作戦 Up in Smoke (1978)
- チャールズ・ブロンソン/愛と銃弾 Love and Bullets (1978)
- チャンプ The Champ (1979)
- 吸血こうもり/ナイトウィング Nightwing (1979)

### テレビドラマ
- 名犬ラッシー Lassie (1956 - 1957)
- ジェネラル・エレクトリック・シアター General Electric Theater (1956 - 1958)
- ガンスモーク Gunsmoke (1956 - 1974)
- ブロークン・アロー Broken Arrow (1957 - 1958)
- 西部のパラディン Have Gun - Will Travel (1957 - 1962)
- ローハイド Rawhide (1959 - 1965)
- ペリー・メイスン Perry Mason (1961 - 1965)
- ニュー・ブリード The New Breed (1962)
- ベン・ケーシー Ben Casey (1962)
- 逃亡者 The Fugitive (1964)
- ボナンザ Bonanza (1964 - 1972)
- バージニアン The Virginian (1965 - 1970)
- 宇宙家族ロビンソン Lost in Space (1966)
- バークレー牧場 The Big Valley (1966 - 1967)
- アイアン・ホース Iron Horse (1966 - 1967)
- ガンマン無情 The Guns of Will Sonnett (1967 - 1968)
- くまとマーク少年 Gentle Ben (1968)
- ネーム・オブ・ザ・ゲーム The Name of the Game (1969)
- 西部の王者ダニエル・ブーン Daniel Boone (1969)
- 刑事バレッタ Baretta (1975 - 1977)
- ロックフォードの事件メモ The Rockford Files (1977)